# La Nuit aux amants
Ne doit pas être confondu avec Les Amants de la nuit.
La Nuit des amants est un film français réalisé par Julien Hilmoine et sorti en 2022.

## Synopsis
Yoann se marie dans une semaine. Au cours de la nuit de son enterrement de vie de garçon, il retrouve Axelle qu'il a connu au lycée. Le désirant depuis longtemps, elle arrive à l'emmener chez elle. Ils se parlent. Ils se désirent. Pour une seule nuit.

## Fiche technique
- Titre : La Nuit des amants
- Réalisation : Julien Hilmoine
- Scénario : Julien Hilmoine
- Producteur : Nicolas Brevière
- Musique : Philippe Deschamps
- Durée : 92 minutes
- Genre : Drame, romance
- Interdit aux moins de 12 ans en France
- Dates de sortie : 
  - France 6 avril 2022
  - Festival international du film de Transylvanie 2022 juin 2022

## Distribution
- Laura Muller : Axelle
- Schemci Lauth : Yoann

## Prix et récompenses
- Festival international du film de Transylvanie 2022 : Prix de la meilleure interprétation pour Laura Muller et Schemci Lauth[1].

## Accueil
Le film obtient une note assez moyenne, 2,4, pour 5 critiques de presse.
Si La Septième Obsession semble apprécier le film « La caméra entre dans l’intime, où se mêlent de façon inextricable les événements du corps à ceux de l’âme. Parce que cette nuit des amants est celle d’une véritable rencontre. », Première  le juge comme « Un pensum qui se prend très au sérieux et ambitionne de détricoter le sentiment amoureux, mais qui sonne désespérément creux. ».
Pour, L'Obs « Tout est dans l’écriture du scénario (alourdi par les discussions des deux amants), et tout, aussi, est dans le travail des deux acteurs. Laura Muller, surtout, donne un maximum. Elle est incroyable, dans ce film au goût d’inachevé. ».